# ADF Samski
ADF Samski de son vrai nom Samir Plasschaert né le 17 août 2000 à Rotterdam (Pays-Bas), est un rappeur néerlandais. Il fait son entrée dans la scène du rap néerlandais en 2019 avec son single No Hook et en montant son propre label ADF ENT. Il fait aujourd'hui partie d'un des rappeurs les plus actifs des Pays-Bas.

## Biographie

### Carrière musicale
Samir naît au nord de Rotterdam d'un père néerlandais et d'une mère marocaine,. Alors que ses parents divorcent lorsqu'il est âgé de six ans, son père part vivre aux États-Unis et Samir grandit qu'avec sa mère, qui exerce le métier de professeur. Il est le beau frère du rappeur Ronnie Flex (le même père),. Les deux rappeurs adoptent une oreille musicale, s'inspirant de leur père qui était également chanteur. 
Lorsque Samir est âgé de quinze ans, il commence à enregistrer des morceaux de rap sur son téléphone. Il fait avec les moyens du bord avec l'application GarageBand en collaboration avec son ami, également rappeur connu avec le surnom ADF Ricky. Parti pour la première fois dans un studio, il fait la connaissance du producteur p.APE, avec lequel il collaborera régulièrement. 
En 2019, il sort le morceau No Hook sur YouTube et atteint un grand nombre de vues. Après la sortie de ce morceau et du single Breitling, il est récompensé par la platforme 101Barz avec la distinction du talent du mois. Grâce à un certain succès, il transforme son morceau No Hook en une série de morceaux, sort la partie 2 ainsi que la partie 3 qu'il produit sur un remix du classique Lady (Hear Me Tonight) de Modjo. Ce morceau connait un plus grand succès et s'exporte dans tous les pays européens à la suite d'un bad buzz, le clip, filmé avec des armes à feu, des couteaux et plusieurs autres objets illicites. Après avoir atteint 50 millions de vue, YouTube décide de supprimer la vidéo. Quelques mois plus tard, il sort son premier album intitulé Fresh Prince van Noord et est certifié disque d'or quelques mois plus tard.

## Discographie

### Singles
- 2019 : No Hook
- 2019 : No Hook 2
- 2019 : No Hook 3
- 2019 : Breitling
- 2019 : Ribba feat. ADF Lucky
- 2020 : Hoe We Rocken feat. ADF Ricky
- 2020 : Bitches Ain't Shit ANTHEM feat. ADF Ricky
- 2020 : Ik Ben Aan feat. ADF Ricky, ADF Lucky et ADF Rocco
- 2020 : Leeuwen & Tijgers feat. Idaly
- 2020 : Alle Kleuren
- 2021 : Champion Flow
- 2022 : Noordsidebaby
- 2022 : Gouden Ticket
- 2022 : Flockin feat. Antje

### Collaborations
- 2019 : Tot We Vallen de Ronnie Flex et ADF Samski
- 2020 : Spiritual de $hirak, Henkie T, Boef et ADF Samski
- 2020 : Scooter d'Yssi SB avec Qlas & Blacka, Ashafar et ADF Samski
- 2022 : Okee Shordy de Trobi avec Ronnie Flex, Chivv et ADF Samski
- 2022 : Harder Dan Ik Hebben Kan de Bokoesam avec ADF Samski
- 2023 : Ome Duo de Trobi avec Chivv, Kraantje Papie, Angela Groothuizen et ADF Samski
- 2023 : Bon Mij de Chivv et ADF Samski
- 2023 : Like Me de Beach Boii et ADF Samski

## Reportages
- [vidéo] Het VICE Interview met ADF Samski, Vice Media, 2020
- [vidéo] ADF SAMSKI over XTC en ONTMAAGDING, YouTube, 2020
- [vidéo] ADF SAMSKI is er klaar mee om als 'broertje van' gezien te worden..., YouTube, 2020
- [vidéo] Hef, Lil Kleine, Kevin, ADF Samski, Yssi SB, Adje en Rotjoch in Rookworst de Podcast Kerstspecial, YouTube, 2021

## Télévision
- 2020 : Passage à la télévision néerlandaise sur la chaîne BNNVARA pour un débat sur le XTC
- 2022 : Passage à la télévision néerlandaise sur la chaîne ESPN pour une interview avec Andy van der Meijde à l'occasion de l'émission Bij Andy in de auto!